# Matthias Foss
Matthias Foss, född 1627, död 1683, var en dansk biskop.
Foss föddes i Lund, där han studerade och efter utrikes bildningsresa blev skolrektor 1653 och magister 1655. Efter Roskildefreden stannade Foss i dansk tjänst och blev 1660 hovpredikant, 1665 professor vid Köpenhamns universitet, samt 1672 biskop i Aalborg. Foss var en fördomsfri man, framstående lärare och som biskop en utmärkt administratör.